# Vasile Secăreș
Vasile Secăreș (n. 5 martie 1948, Dărmănești, județul Bacău) este un politolog român, specialist în teoria relațiilor internaționale. Profesor la Școala Națională de Studii Politice și Administrative (SNSPA), a deținut funcția de rector și este fondatorul SNSPA.

## Biografie
Vasile Secăreș a absolvit Facultatea de Filosofie, Secția Sociologie .
În perioada regimului lui Nicolae Ceaușescu a fost cercetător științific la Centrul de Studii și Cercetări de Istorie și Teorie Militară din București (1970-1978), ajungând până la gradul de căpitan; apoi, după demisia din armată, profesor la Academia "Ștefan Gheorghiu" din București, precum și secretar al Comitetului de partid (funcție politică deținută la 22 decembrie 1989).După cum afirmă Mircea Răceanu, Secăreș a fost înainte de 1989 ofițer acoperit de securitate   .
După Revoluția din decembrie 1989, a fost membru fondator al grupului "Un viitor pentru România".
În anul 1990 a fondat Școala Națională de Studii Politice și Administrative (SNSPA), instituție al cărei prim rector a fost, între 1991 și 2004.
La data de 1 iulie 1990, Vasile Secăreș a fost numit în funcția de consilier prezidențial, șef al Departamentului de analiză politică al Președinției României, cu rang de ministru. A îndeplinit această funcție până în anul 1992.
Membru fondator al FSN, apoi al Grupului Un Viitor pentru România (GUVR), Vasile Secăreș a activat până în 1997 în conducerea EXIMBANK, la structurarea căreia a avut o participare importantă, din postura de Vicepreședinte.
În calitate de Profesor al Departamentului de Relații Internaționale și Integrare Europeană al SNSPA, Vasile Secăreș participă la înființarea Centrului de Studii NATO, pe care îl va conduce (Președinte) alături de Prof. Cornel Codiță (Vicepreședinte).
În prezent, Vasile Secăreș predă în continuare la SNSPA și a acceptat colaborarea cu Institutul Bancar de pe lângă Banca Națională a României.

## Distincții
Profesorul Vasile Secăreș a fost distins pentru activitatea sa cu Ordinul național „Pentru Merit” în grad de cavaler (15 decembrie 2004) - „pentru abnegația și devotamentul puse în slujba învățământului românesc, pentru contribuția deosebită la dezvoltarea și promovarea cercetării științifice din țara noastră”.

## Viața personală

### Familia
Este căsătorit cu Olimpia Secăreș și are doi copii, Bogdan și Alexandra.

## Cărți publicate
- Polemologia și problemele păcii (Ed. Politică, București, 1976)